# Pseudoepigrafy

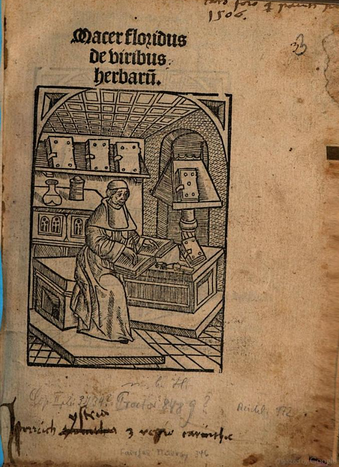
Przykładowy pseudoepigraf

Pseudoepigraf (z gr. „pismo z fałszywym tytułem”) – dzieło literackie przypisywane określonej osobie, choć napisane przez kogoś zupełnie innego. Przypisane zazwyczaj jakiejś postaci o wysokim autorytecie lub znanej postaci biblijnej, jak np. Adamowi, Henochowi, Mojżeszowi czy też innym. 
W starożytności, zwłaszcza w środowisku hebrajskim, podpisywanie utworów literackich imieniem znanej postaci było powszechną praktyką. 
Nieustalone autorstwo ksiąg nie przeczy ich natchnionemu charakterowi. Protestanci pseudoepigrafami określają te dzieła, które katolicy często opisują mianem apokryfów. Za pseudoepigrafy niektórzy bibliści uznają fragmenty Księgi Daniela, 3. List do Koryntian Pawła, Drugi List Piotra, List Jakuba i List Judy.